# David Merrick
David Merrick (* 27. November 1911 in St. Louis; † 25. April 2000 in London) war ein US-amerikanischer Theaterproduzent. Er war am New Yorker Broadway tätig, erlangte durch seine Produktionen und ausgefallenen PR-Aktionen Berühmtheit und wurde mehrfach mit dem Tony Award ausgezeichnet. Merrick gilt als eine Schlüsselfigur in der Entwicklung des Broadway-Theaters. 

## Leben und Wirken
David Merrick wurde als David Lee Margulois als Sohn jüdischer Eltern in St. Louis, Missouri geboren. Er erwarb einen Abschluss an der Washington University in St. Louis und studierte dann Rechtswissenschaften an der Saint Louis University School of Law. 
1940 ließ er seine Karriere als Jurist hinter sich und wurde Theaterproduzent. Hierzu bot er dem prominenten Broadway Theaterproduzenten Herman Shumlin einen Betrag von 5000 US-Dollar an als Investition in dessen bevorstehende Produktion der Komödie The Male Animal. Die Produktion wurde ein Erfolg und David Lee Margulois nahm seinen neuen Namen an: David Merrick, inspiriert durch den Schauspieler David Garrick aus dem England des 18. Jahrhunderts.
Merricks frühe Produktionen waren von wenig Erfolg gekrönt; seinen ersten größeren Erfolg erlebte er 1949 mit der Komödie Clutterbuck. Entscheidend war jedoch fünf Jahre später – 1954 – seine Produktion von Fanny, die ihm den beruflichen Durchbruch bescherte und ihn an die Spitze der Broadway-Produzenten aufsteigen ließ. David Merricks Liste im Anschluss produzierter Musicals und Theaterstücke sowie seine Auszeichnungen und Nominierungen zeugen von einer Jahrzehnte andauernden Erfolgsgeschichte als Theaterproduzent. Merrick produzierte fast 90 Stücke am Broadway, diese zumeist erfolgreich. 1966 veröffentlichte das Time Magazine das Abbild David Merricks auf dem Titelbild und beschrieb ihn als ebenso führende wie ambivalente Persönlichkeit des kommerziellen Broadwaytheaters, die zu diesem Zeitpunkt 20 % aller Arbeitskräfte am Broadway in ihren Diensten hatte.

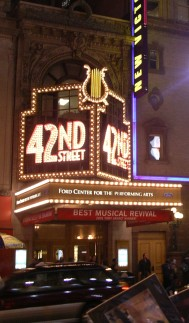
Musical 42nd Street Theaterwerbung

Als bis heute unerreicht gilt Merricks Verbindung von Produktivität und Profitabilität – in einer typischen Saison der 1960er Jahre produzierte er ein halbes Dutzend Musicals und Theaterstücke, mitunter hatten bis zu vier seiner Produktionen in einem Monat Premiere. Zu Merricks Erfolgen als Produzent zählten einige der beliebtesten Musicals seiner Ära, wie Gypsy, Hello Dolly!, Promises, Promises und 42nd Street. Insbesondere 42nd Street wurde zu einem der größten Musical-Erfolge in der Geschichte des Broadways und mit 3.486 Vorstellungen zugleich Merricks am längsten laufende Produktion. Merrick führte Woody Allen als Autor (Don’t Drink the Water) und Schauspieler (Play it again, Sam) am Broadway ein und produzierte 1962 ein Musical namens I Can Get It for You Wholesale, in dem Barbra Streisand ihren ersten Broadway-Auftritt hatte.
Jedoch produzierte David Merrick nicht nur reine Unterhaltungsprogramme, sondern förderte auch die Entwicklung des Dramas nachhaltig. So präsentierte er einen der wichtigsten Auftritte Laurence Oliviers als Archie Rice in The Entertainer. Und während der in den 1960er und 70er Jahren in seinem Erfolg absteigende Tennessee Williams kaum noch Anklang an den Bühnen fand, produzierte Merrick einige seiner als Misserfolg geltenden Stücke, wie z. B. The Milk Train Doesn't Stop Here Anymore, trotz finanzieller Misserfolge. 
Merrick war zudem besonders für sein Vermarktungsgeschick und seine außergewöhnlichen PR-Aktionen bekannt. Als 1949 seine Komödie „Clutterbuck“ in ihrem Erfolg nachließ, kontaktierte er die Hotel-Bars und Restaurants in Manhattan während der allgemeinen Cocktailstunde, um dort einen „fiktiven Mr. Clutterbuck“ ausrufen zu lassen, was dem Namen der Produktion zu mehr Bekanntheit verhalf und sie weitere Monate prosperieren ließ. Ein weiterer berühmter PR-Coup Merricks folgte auf die schlechten Kritiken für das von ihm produzierte Musical „Subways Are For Sleeping“ von 1961. Merrick fand sieben New Yorker, deren Namen mit denen der zu dieser Zeit in New York führenden Theaterkritiker identisch waren: Howard Taubmann, Walter Kerr, John Chapman, John McClain, Richard Watts Jr., Norman Nadel und Robert Coleman. Diese Namensvetter lud Merrick zu einer Aufführung des Musicals ein, sicherte sich ihre Einwilligung zur Verwendung ihrer Namen, Bilder und Zitate und nahm ihre Aussprüche nach der Aufführung auf, beispielsweise „A faboulous musical. I love it.“ oder „One of the few great musical comedies of the last 30 years“. Sodann bereitete Merrick eine große Zeitungsanzeige vor mit den Namen und positiven Äußerungen dieser Personen, unter der Überschrift „7 Out of 7 Are Ecstatically Unanimous About Subways Are For Sleeping“. Nur eine Zeitung, die New York Herald Tribune, veröffentlichte diese Anzeige, und dies in nur einer Ausgabe; dennoch war die generierte Aufmerksamkeit in der Öffentlichkeit durch diese Aktion so groß, dass das Musical für weitere 205 Aufführungen gespielt werden konnte. Als 42nd Street am 25. August 1980 seine Premiere hatte, war der Regisseur Gower Champion wenige Stunden zuvor an Krebs gestorben. Produzent Merrick hielt Champions Tod vor fast allen, selbst der Besetzung des Stückes, geheim. Er wies alle Journalisten ausdrücklich an, bis nach dem Applaus zu bleiben, auch lud er kurzerhand Fernsehstationen ein, welche zuvor noch unerwünscht waren. Unter dem Applaus der Zuschauer verkündete er am Premierenabend auf dramatische Weise den Tod von Champion, was dem neuen Musical am nächsten Tag eine große Schlagzeile auf der Titelseite einbrachte.
Herman Shumlin, der Merrick 1940 den Einstieg in das Broadwaygeschäft ermöglicht hatte, äußerte 1979 zu Merricks außergewöhnlicher Karriere, diese sei „ein Meilenstein in unserem modernen Theater, in dem die Verwertung von Bühnenstücken zur verlorenen Kunst geworden ist“ (englisch: A milestone in our modern theater, where the exploitation of plays has become a lost art).
Merrick erlitt 1983 einen Schlaganfall, was ihn zumeist im Rollstuhl sitzen ließ, jedoch nicht von seiner Arbeit als Theaterproduzent abbrachte, ihn gleichwohl aufgrund von Sprachproblemen stark einschränkte. Er gründete 1998 die David Merrick Arts Foundation, die sich um die Förderung des amerikanischen Musicals kümmert. 
Merrick war sechs Mal verheiratet und hinterließ bei seinem Tod im Jahr 2000 zwei Töchter. Sein zu Lebzeiten relativ geheim gehaltenes Privatleben gilt als komplex und widersprüchlich: „Ich wurde am 4. November 1954 geboren, in der Nacht als meine erste große Show ‚Fanny‘ Premiere am Broadway hatte“, wird er von der New York Times in seinem Nachruf zitiert. Zum Zeitpunkt der Premiere vom Fanny war Merrick 44 Jahre alt – diese Produktion sollte er für 888 Vorstellungen laufen lassen.
2001 wurde Merrick in den St. Louis Walk of Fame aufgenommen.
Heute erfolgreiche Theaterproduzenten wie der Brite Cameron Mackintosh nennen David Merrick mitunter als ihr Vorbild in Bezug auf die Vermarktung ihrer Produktionen.
Howard Kissel veröffentlichte eine nicht autorisierte Biographie David Merricks unter dem Titel David Merrick – The Abominable Showman (1993).

## Auszeichnungen
- 1981 Tony Award für das beste Musical (42nd Street, Sieger)
- 1976 Tony Award für das beste Bühnenwerk (Travesties, Sieger)
- 1968 Tony Award für das beste Bühnenwerk (Rosencrantz and Guildenstern Are Dead, Sieger)
- 1968 Tony Award als bester Produzent eines Bühnenwerks (Rosencrantz and Guildenstern Are Dead, Sieger)
- 1968 Tony Award, Sonderpreis (Sieger)
- 1966 Tony Award für das beste Bühnenwerk (Marat/Sade, Sieger)
- 1964 Tony Award für das beste Musical (Hello, Dolly!, Sieger)
- 1964 Tony Award für das beste Bühnenwerk (Luther, Sieger)
- 1964 Tony Award als bester Produzent (Musical) (Hello, Dolly!, Sieger)
- 1961 Tony Award für das beste Bühnenwerk (Becket von Jean Anouilh, Sieger)
- 1961 Tony Award, Sonderpreis (Sieger)

## Weitere Produktionen (Auswahl)
- Irma La Douce (1960)
- A Taste of Honey (von Shelagh Delaney, 1960)
- Becket (1960)
- Carnival (1961)
- Oliver! (1963)
- Marat/Sade (1965)
- The Roar of the Greasepaint – The Smell of the Crowd (1965)